# Delon Wright

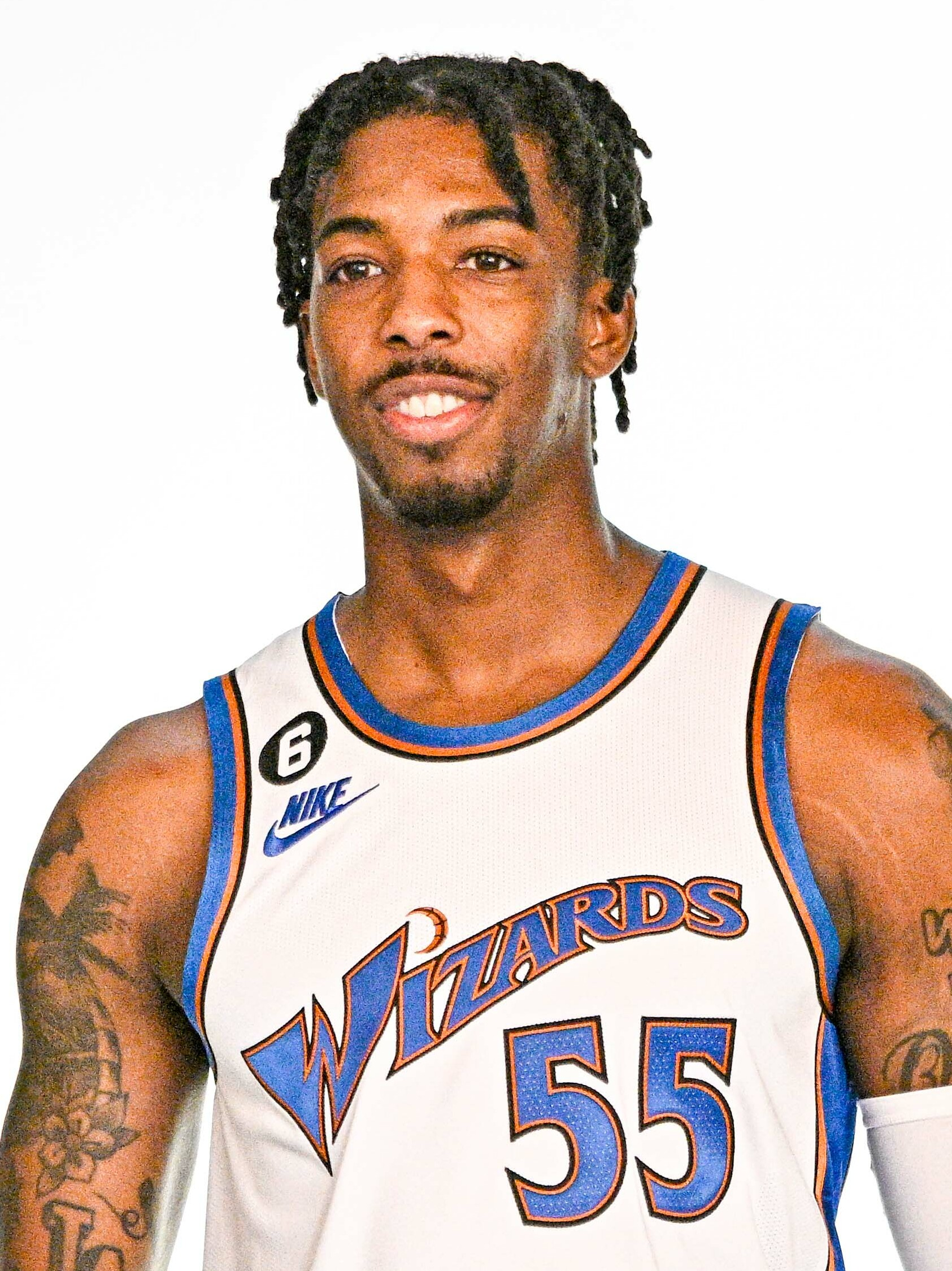
Delon Wright, 2022.

Delon Reginald Wright, född 26 april 1992 i Los Angeles i Kalifornien, är en amerikansk professionell basketspelare (PG/SG) som spelar för New York Knicks i National Basketball Association (NBA). Han har tidigare spelat för Toronto Raptors, Memphis Grizzlies, Dallas Mavericks, Detroit Pistons, Sacramento Kings, Atlanta Hawks, Washington Wizards, Miami Heat och Milwaukee Bucks.
Wright draftades av Toronto Raptors i första rundan i 2015 års draft som 20:e spelare totalt.
Innan han blev proffs studerade Wright vid University of Utah och spelade för deras idrottsförening Utah Utes.
Han är bror till Dorell Wright.